# Blarinella
Genre
Blarinella est un genre de mammifères de la famille des Soricidae. 

## Liste d'espèces
Selon ITIS (16 mars 2012), ce genre comprend 3 espèces :
- Blarinella griselda Thomas, 1912
- Blarinella quadraticauda (Milne-Edwards, 1872)
- Blarinella wardi Thomas, 1915